# Aviculture dans les Pyrénées-Orientales
L'aviculture dans les Pyrénées-Orientales est l'ensemble des activités visant à élever des oiseaux, et en particulier de la volaille, dans le département français des Pyrénées-Orientales.

## Économie
La filière avicole dans les Pyrénées-Orientales concerne en 2017 une cinquantaine d'exploitations. Celles-ci possèdent à 80% des poules pondeuses pour un effectif total de 27 000 poules, dont un seul élevage au sol (sans accès à l'extérieur) de 10 000 poules. Un tiers d'entre elles élèvent également des volailles de chair, pour un effectif de 27 000 poulets, 6 000 pintades et 800 chapons. Quatre exploitations élèvent des palmipèdes gras (principalement des canards) pour un effectif de 5700 individus. Enfin, un seul élevage élève des autruches, pour un effectif de 11 reproducteurs et 50 à 80 autruches abattues chaque année. Tous les élevages sont en plein air, sauf celui déjà mentionné ainsi que les chapons. Un tiers sont en agriculture biologique, cette proportion étant de 40% pour les poules pondeuses.
43% des exploitations concernées par l'aviculture sont spécialisées dans ce domaine, et parmi celles-ci dans 60% des cas seulement dans les poules pondeuses. 20% de ces exploitations sont mixtes aviculture et bovins, tandis que 37% sont mixtes aviculture et agriculture (principalement maraîchage ou arboriculture).